# Himno de Riego
Himno de Riego es la denominación que recibe el himno que cantaba la columna comandada por el teniente coronel Rafael del Riego durante el pronunciamiento que lleva su nombre y empezó el 1 de enero de 1820 en Las Cabezas de San Juan. La letra es de Evaristo Fernández de San Miguel, y la música es de autor desconocido, aunque alguna versión atribuye su autoría a José Melchor Gomis. 
A semejanza de La Marsellesa, era un chant de guerre para motivar a la tropa, y que, según Juan José Carrerás, se convertiría en un «excepcional símbolo acústico —auténtico lugar de memoria democrática— que ha perdurado a través del tiempo».
Antonio Alcalá Galiano dejó testimonio de la continua presencia e influencia del Himno de Riego durante el Trienio Liberal cuando afirmó en sus memorias: «Quítese desde 1820 a 1823 el Himno de Riego, y los sucesos contemporáneos apenas pueden ser comprendidos».
Las Cortes del Trienio Liberal declararon al Himno de Riego, sin letra, «marcha nacional de ordenanza».A pesar de la creencia popular, nunca fue oficialmente el himno de la Primera República española ni de la  Segunda República española.

## Antecedentes: el canto patriótico
En España el canto patriótico apareció durante la Guerra de la Independencia. El primer caso documentado fue la orden que dio en 1810 el capitán general de Valencia Luis Alejandro de Bassecourt de que «los tambores mayores enseñen a sus bandas las canciones patrióticas que he repartido con esta orden, para que las canten al ir marchando las columnas al ataque, cuidando los jefes y oficiales de que las tropas repitan el coro». Pero el canto patriótico por excelencia aparecerá al principio del Trienio Liberal y será conocido como el Himno de Riego.
Fue la Revolución Francesa la que descubrió el enorme potencial político del canto hecho al unísono como eficaz expresión colectiva: «su flexibilidad, sencillez de factura musical y fluido intercambio entre cultura oral e impresa permitieron que este tipo de canciones desempeñase un extraordinario papel en la movilización política, realizando el ideal rousseauniano de la "comunión de las almas, representada por el unísono de las voces"». El canto patriótico más célebre e influyente fue el chant de guerre del ejército del Rin, que será conocido como La Marsellesa.
El liberal moderado español Antonio Alcalá Galiano advirtió la novedad que suponían estos cantos patrióticos: «Que una canción lograse no solo fama, sino influencia en los sucesos; y que cantada alentase a los guerreros en la pelea, o a los sediciosos en sus actos de violencia, cosa era que apenas había ejemplo en los tiempos modernos hasta que llegó el día de la Revolución de Francia». El editor liberal exaltado Mariano de Cabrerizo en el prólogo a su Colección de canciones patrióticas (1823) dejó escrito lo siguiente:
Las canciones patrióticas producen la doble ventaja de servir a un tiempo mismo de incentivo eficaz, y agradable desahogo a los buenos patriotas. A su impulso se aprestan denodados al combate; el fuego del civismo electriza sus corazones, olvidan los más caros intereses, y solo ven, oyen y anhelan la salud de la Patria, y el exterminio de los enemigos de la libertad.

## Historia

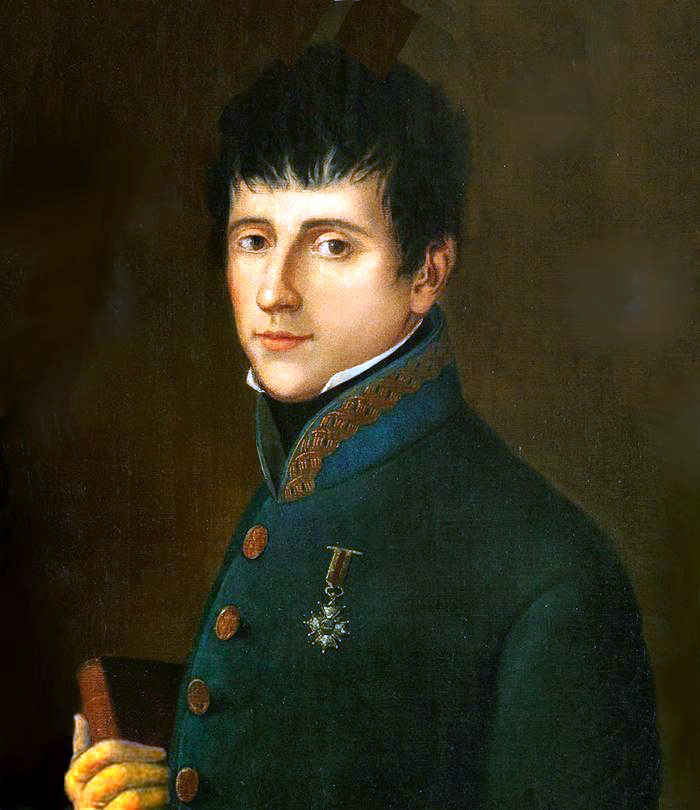
Rafael del Riego.

En la proclama que Rafael del Riego hizo en dicho pronunciamiento, entre otras cosas reivindicaba principalmente la Constitución de 1812 (conocida como la Pepa) y una monarquía constitucional. Bajo estas mismas premisas, el teniente coronel Evaristo San Miguel, amigo y compañero de Riego en la insurrección, escribió un poema en forma de himno inspirado en textos anteriores de la guerra de la Independencia (entonces se entendía por himno, principalmente, lo que era el texto, dándose la circunstancia de que un mismo himno podía tener diferentes músicas, hecho que también ocurrió con este Himno de Riego). Cuenta Evaristo San Miguel que «la columna continuó su marcha tranquila y lentamente. Resonaron por toda ella las voces de "¡Viva la Constitución y Viva la Patria!", como era de costumbre, y se entonó la canción patriótica y guerrera que se había compuesto en Algeciras» (la columna había llegado a Algeciras a las 7 de la tarde del 1 de febrero y salió de allí el día 7 del mismo mes). Un testigo de los hechos, A. Grimaldi, escribía bastantes años después una carta enviada al periódico El Averiguador, n.º 12 de 1871, contando que la letra «estaba impresa en San Fernando; y San Miguel la llevaba formando paquetes, metidas en las pistoleras, de donde sacaba ejemplares para repartirlos».
Si el texto está claro que lo escribió Evaristo San Miguel, no ocurre lo mismo con la música que hoy día conocemos, ya que no se sabe a ciencia cierta quién la escribió a pesar de las numerosas investigaciones realizadas desde el siglo XIX (principalmente por Francisco Asenjo Barbieri y Felipe Pedrell) hasta nuestros días.
Existieron, durante el Trienio Liberal, muchos himnos de Riego, es decir, obras con la letra de Evaristo San Miguel y diferentes músicas. Como ejemplo, el 21 de abril de 1820, el Diario de Madrid anuncia en el Teatro del Príncipe «el fin de fiesta La Palabra Constitución, adornada de bailes, canciones patrióticas, y del Himno del inmortal D. Rafael del Riego, música nueva, compuesta por D. Esteban Moreno, maestro de este arte en el referido teatro». De todos estos himnos se significaron dos, especialmente, y a ellos se refiere el Diario de Madrid en diferentes números, a partir del n.º 119 del 28 de abril de 1820, cuando, refiriéndose a la programación del teatro de la Cruz, señala “y dos himnos, el primero conocido por el de Riego, y el segundo con la música original que cantaban las tropas del citado héroe”. Mesonero Romanos y otros dicen que ese primero es el que quedó como Himno de Riego, mientras que Alcalá Galiano, uno de los protagonistas civiles del pronunciamiento, sostiene que fue el segundo. A día de hoy, todavía no se ha podido esclarecer si la música que conocemos es la perteneciente al primero o al segundo himno.
La música que ha llegado hasta nosotros como «Himno de Riego», al igual que ocurre con la mayoría de los himnos de la Guerra de la Independencia, está basada en el ritmo en 6/8 de la contradanza, siendo el antecedente más importante el famoso «Himno de la Victoria» que, tras la batalla de Bailén, escribió Juan Bautista de Arriaza y puso en música Fernando Sor. En el caso del «Himno de Riego», lo más probable es que la música fuera compuesta, poco después del texto, por el músico mayor (lo que hoy día llamamos director de la banda) del Regimiento de Asturias, el regimiento de Riego, o por algún otro músico cercano. Tradicionalmente se ha dicho que fue compuesta por el músico valenciano José Melchor Gomis, ya que en 1822 se publicaron bajo su firma varias versiones del himno en el libro Colección de canciones patrióticas que dedica al ciudadano Rafael del Riego y a los valientes que han seguido sus huellas el ciudadano Mariano del Cabrerizo; además, en su pueblo de Onteniente se habría conservado hasta hace poco un manuscrito suyo (a fecha de 2012 en paradero desconocido) de una versión del himno para solistas, coro y orquesta; por otro lado, en 1830 Gomis compuso la ópera Le diable à Séville, que se estrenó en París en enero de 1831, cuyo argumento principal es precisamente la insurrección de Riego contra Fernando VII aunque contada de una forma que no tenía ninguna correlación con los sucesos históricos originales (el título de El diablo en Sevilla se refiere a la contraseña utilizada por la Inquisición, en el inventado argumento de esta ópera, para advertir a sus espías de que Riego ha llegado a Sevilla). Sin embargo, a pesar de estos datos, la mayoría de los musicólogos opinan hoy en día que Gomis no compuso esta música, sino que solo realizó diferentes versiones y arreglos del himno en su condición de músico mayor de la banda de la Milicia Nacional, cargo que desempeñó entre 1822 y 1823.
A. Grimaldi, citado más arriba, cuenta también en su carta de El Averiguador que «la música fue compuesta en Morón por el profesor Manuel Varo, músico mayor de la charanga de caballería que llevaba la columna. En su origen la música de dicho Himno fue un rigodón del maestro Varo, que él mismo acomodó a la letra añadiendo las notas del coro, que tienen diferente ritmo. Debo esta noticia al benemérito coronel retirado D. Pedro de la Cruz Romero, subteniente entonces en aquella columna, y a un discípulo del profesor Varo, que la oyó varias veces referir a su maestro».
Otros músicos que, según diferentes documentos y testimonios, han podido ser autores de la música son: José María Reart y Copons, Fernando Miranda, José Baró y Saavedra, Francisco Sánchez, el músico francés Bisop, Antonio Hech, el alemán Enrique Kietkmariket y el guitarrista alicantino Trinidad Huerta (aunque este último es el más improbable de todos). 
Otros musicólogos sugieren que la música puede estar tomada de la Dance de Guayente y el Ball de Benàs (también llamada Dance de los mayordomos) que se baila en el valle de Benasque (Huesca), ya que la música de la segunda parte de la danza es exactamente igual que la del Himno de Riego, a lo que añaden que Riego la pudo conocer mientras estuvo preso en Jaca durante la guerra de la Independencia y después utilizaría como música de su «Himno».[cita requerida] Sin embargo, esta misma semejanza de la música del Himno de Riego con segundas partes de danzas populares la encontramos también en danzas de otras regiones españolas, como en una contradanza del pueblo de Arnedo (La Rioja) y un Agudillo de la provincia de Burgos.[cita requerida] Otras vinculaciones de la música del «Himno» con músicas populares, como las que sostienen que proviene de una canción del famoso Llivre Vermell (libro catalán del siglo XIV recopilatorio de músicas medievales) o de la variante valenciana de la canción popular catalana «El testament d’Amelia», no tienen ningún rigor musicológico ni histórico, ni superan, por falta de relación en los parámetros musicales, un análisis comparativo serio de ambas músicas.[cita requerida]
Durante el Trienio Liberal (1820-1823) el «Himno de Riego» fue nombrado himno oficial de la monarquía constitucional española según decreto firmado por Fernando VII el 7 de abril de 1822 y leído ese mismo día en la sesión de las Cortes, decreto que fue publicado en la Gaceta de Madrid el siguiente domingo 14 de abril y que en su Art. 1.º se dice: «Se tendrá por marcha nacional de ordenanza la música militar del himno de Riego que entonaba la columna volante del ejército de S. Fernando mandada por este caudillo». A pesar de la creencia popular, nunca fue oficialmente el himno de la Segunda República Española (1931-1939); en 1931, poco después de su proclamación, se organizó una gran polémica sobre su validez como Himno Nacional en la que terciaron numerosos políticos, intelectuales y músicos: entre otros fue famoso un artículo de Pío Baroja en su contra, ya que lo consideraba demasiado callejero e impropio de los ideales de la nueva República. Anteriormente tampoco había sido himno oficial de la Primera República, período en el que coexistieron varios himnos, entre ellos la Marcha Granadera, base del actual Himno Nacional español. 
El Himno de Riego fue prohibido durante la Década Ominosa de Fernando VII y posteriormente restituido durante el reinado de Isabel II. Una de las versiones más interesantes del Himno fue realizada en esta época, hacia 1835, por el músico Pedro Albéniz (profesor de piano de Isabel II) para solistas, coro y piano con el título de Variaciones brillantes sobre el Himno de Riego Op. 28, obra que dedicó al entonces presidente del gobierno Juan A. Mendizábal. Durante este reinado era cantado por las tropas liberales, sobre todo durante la primera guerra carlista, como símbolo constitucional liberal; más tarde volvió a ser prohibido durante un breve período del reinado de Isabel II, a pesar de que ella lo había cantado e interpretado al piano en sus años jóvenes.
Riego fue un símbolo de los liberales de España durante el siglo XIX y principios del siglo XX que se alzaron contra el absolutismo de Fernando VII en la localidad de Las Cabezas de San Juan, provincia de Sevilla (1 de enero de 1820) para instaurar un nuevo régimen monárquico constitucional que tendría como norma básica la pionera Constitución de 1812, redactada ocho años antes por las Cortes de Cádiz y popularmente conocida como la Pepa. Por lo tanto, y en contra de lo que se cree popularmente, el «Himno de Riego», al menos en su origen, no es un himno republicano ni antimonárquico, sino que es el himno de los liberales españoles que reclamaban la monarquía constitucional y por lo tanto, durante su vigencia oficial, fue el himno de la monarquía constitucional española.

## Letras
La letra original fue escrita por Evaristo San Miguel en los primeros días de 1820 y publicada poco después en el opúsculo citado en la bibliografía. Es también la letra oficializada como himno nacional durante el Trienio Liberal y que Azaña intentó restaurar en la II República sin conseguirlo. Además de la letra original de E. San Miguel, durante el segundo período republicano hubo muchas letras o letrillas populares, más o menos afortunadas.
También hubo un himno republicano alternativo, que era una adaptación del «Himno de Riego» cantada en centros de enseñanza republicanos en México, y varias versiones utilizadas popularmente en la época de la II República de forma satírica, reflejando el sentimiento anticlerical y antimonárquico de quienes las cantaban.
Letra original de Evaristo San Miguel que se compone de 9 estrofas seguidas del correspondiente estribillo.

Serenos, alegres,
valientes y osados,
cantemos, soldados,
el himno a la lid.
De nuestros acentos
el orbe se admire
y en nosotros mire
los hijos del Cid

Soldados la patria,
nos llama a la lid.
Juremos por ella,
vencer o morir

Blandamos el hierro
que el tímido esclavo
del fuerte, del bravo
la faz no osa a ver;
sus huestes cual humo
veréis disipadas,
y a nuestras espadas
fugaces correr.

Soldados la patria (etc.)

El mundo vio nunca
más noble osadía 
Ni vio nunca un día
más grande en valor,
que aquel que inflamados
nos vimos del fuego
que excitara en Riego
de Patria el amor

Soldados la patria [...]

Su voz fue seguida,
su voz fue escuchada,
tuvimos en nada
soldados, morir;
Y osados quisimos
romper la cadena
que de afrenta llena
del bravo el vivir.

Soldados la patria (etc.)

Rompímosla, amigos,
que el vil que la lleva
insano se atreva
su frente mostrar.
Nosotros ya libres
en hombres tornados
sabremos, soldados,
su audacia humillar.

Soldados la patria (etc.)

Al arma ya tocan,
las armas tan solo
el crimen, el dolo
sabrán abatir.
Que tiemblen, que tiemblen,
que tiemble el malvado
al ver del soldado
la lanza esgrimir.

Soldados la patria (etc.)

La trompa guerrera
sus ecos da al viento
horror al sediento,
ya ruge el cañón;
y a Marte sañudo
la audacia provoca,
y el genio invoca
de nuestra nación.

Soldados la patria (etc.)

Se muestran, volemos,
volemos, soldados:
¿los veis aterrados
su frente bajar?
Volemos, que el libre
por siempre ha sabido
del siervo vendido
la audacia humillar.

Soldados la patria (etc.)

## Letras satíricas
Las siguientes versiones alternativas fueron extremadamente populares entre los republicanos, particularmente en Cataluña, durante la Guerra Civil. La rudeza de las letras refleja el disgusto que tenía la España republicana por la Iglesia católica y la monarquía. Pasada la guerra, estas letras continuaron siendo cantadas por los detractores y enemigos del dictador Franco.
Letras en castellano y catalán
Un hombre estaba cagando,

y no tenía papel,

pasó el Rey Alfonso XIII
¡Y se limpió el culo con él!
Si los Reyes de España supieran

lo poco que van a durar,

a la calle saldrían gritando:
¡Libertad, libertad, libertad!
(verso en catalán)

La Reina vol corona?

Corona li donarem...

que vingui a Barcelona
I el coll li tallarem!
(traducción al castellano)

¿La reina quiere la corona? 

Corona le daremos 

que venga a Barcelona
¡Y el cuello le cortaremos!
Si los curas y frailes supieran,

la de hostias que van llevar,

subirían al coro cantando:
¡Libertad, libertad, libertad!
El rey no tiene corona,

que la tiene de papel,

que la que tenía de oro...
¡se la quitó Berenguer!
Si los curas y Franco supieran,

la paliza que les van a dar,

subirían al coro cantando:
¡Libertad, libertad, libertad!

## Polémicas interpretaciones en actos oficiales

### Alemania, 1941
El Escuadrón Aéreo Expedicionario Español, denominado también Escuadrilla Azul, fue una unidad del Ejército del Aire que sirvió en las filas de la Luftwaffe, como parte de la División Azul durante la Segunda Guerra Mundial. Fue el comandante Ángel Salas Larrazábal, mano derecha de García Morato, el designado por el Ministerio del Aire para mandar la 1.ª Escuadrilla Azul de Caza, que salió el 25 de julio de 1941 por tren hacia Alemania, despedida apoteósicamente en Madrid con asistencia de personalidades y numeroso público. En Alemania, en el aeropuerto de Berlín-Tempelhof, se les rindieron honores militares, pero la banda germana interpretó los compases del Himno de Riego. Por este error fue arrestado el director de la banda de música.

### Cuzco (Perú), 1951
Ernesto Guevara, antes de convertirse en el famoso Che Guevara, recoge en sus Diarios de motocicleta, sobre el viaje que hizo en su juventud con Alberto Granado por Hispanoamérica, una curiosa anécdota sobre el Himno de Riego acontecida en Cuzco en 1951. Los religiosos de la ciudad decidieron que una orquesta tocara el himno español para agradecer al general Francisco Franco la subvención para reconstruir el templo de Santo Domingo, dañado por un desastre natural. Debido a una equivocación tocaron el himno de Riego hasta que se dieron cuenta del error. Así lo recoge él en sus diarios:

Los campanarios de la catedral, derribados por el terremoto de 1950, habían sido reconstruidos por cuenta del gobierno del general Franco y en prueba de gratitud se ordenó a la banda ejecutar el himno español. Sonaron los primeros acordes y se vio el bonete rojo del obispo encarnarse más aún mientras sus brazos se movían como los de una marioneta: “Paren, paren, hay un error”, decía, mientras se oía la indignada voz de un gaita: “dos años trabajando, ¡para esto!”. La banda -no sé si bien o mal intencionada- había iniciado la ejecución del himno republicano.

### Eurocopa de fútbol, 1968
El 1 de octubre de 1967, en la ronda preliminar del campeonato, se enfrentaron Checoslovaquia y España en Praga. Así narró el episodio el corresponsal desplazado por el diario ABC: 

Una banda militar fue la encargada de hacer sonar esos himnos, y los españoles nos quedamos estupefactos al escuchar el Himno de Riego, himno de la época de la República. Cuando acabó la música, pudimos escuchar por los altavoces palabras en buen castellano de salutación a España, muy gratas, y un brindis por la paz entre los pueblos. El error de Checoslovaquia es francamente inadmisible. Las bandas, sean oficiales o no, deben tener en los archivos y puestos al día los himnos nacionales de todos los países. Y, si no se tienen, existen los discos, y si no existen tampoco, lo mejor es que no se interpreten nunca los himnos. Todo antes de incurrir en un error oficial. La Real Federación Española de Fútbol presentó después una protesta por el error que representa en los checos el desconocimiento del himno nacional español. Fue el primer "contratiempo", que no esperábamos. Con un gol de Checoslovaquia sí que había que contar. ¡Qué menos jugándose en Praga!

La dictadura franquista lo interpretó como una agresión y exigió una disculpa. Las autoridades checoslovacas se disculparon mediante una carta que el presidente de la Federación checoslovaca de fútbol envió al de la Federación española: «El hecho ha sido causado por error y negligencia de un funcionario administrativo de nuestra Sección de Fútbol, lo que sin embargo nosotros lamentamos sinceramente». España perdió el partido 1-0.

### Copa Davis, 2003
El 28 de noviembre de 2003, el «Himno de Riego» sonó por error como himno oficial de España durante la inauguración de la final de la Copa Davis de Tenis en Melbourne (Australia), antes de un partido que debían disputar los equipos español y australiano. Al sonar los primeros compases, Juan Antonio Gómez-Angulo, el entonces secretario de Estado para el deporte, presente en las gradas, ordenó a los jugadores volver a los vestuarios y elevó una protesta a la organización, refiriéndose al hecho como a una «ofensa a la nación española». Ésta se disculpó alegando que, al parecer, se debió a un error en el disco compacto suministrado por la Federación Australiana al trompetista James Morrison, encargado de interpretar los himnos nacionales. Sin embargo, estas disculpas no se consideraron suficientes, por lo que se pidieron explicaciones oficiales al gobierno australiano.

### Santiago de Chile, 2007
El 8 de noviembre de 2007, el himno de Riego sonó en Chile durante una visita oficial del entonces presidente español, José Luis Rodríguez Zapatero.

### Canadá, 2016
En Calgary, Ander Mirambell subió al podio a recoger el premio de skeleton con el himno de Riego de fondo.

### Porec (Croacia), 2017
El 13 de abril de 2017, durante el acto inaugural del campeonato europeo de twirling, suena el himno republicano de Riego en lugar del oficial de España.[cita requerida]